# Felixmarte de Hircania
Felixmarte de Hircania es un libro de caballerías español publicado por primera vez en Valladolid en 1556 con el título Parte primera de la grande historia del muy animoso y esforzado Príncipe Felixmarte de Hircania y de su extraño nacimiento. Fue obra de Melchor Ortega, vecino de Úbeda, quien la dedicó a Juan Vázquez de Molina, comendador de Guadalcanal y secretario de Felipe II. Su portada fue imitada de la de otro libro de caballerías, Platir, publicado en 1533.
De conformidad con el tópico de la falsa traducción, Melchor Ortega afirma que el original de la obra fue escrito en griego por el historiador Philossio Ateniense y traducido por él al castellano a partir de una versión hecha en toscano por Petrarca. El autor usa también el recurso de la historiografía al parafrasear vidas paralelas de Plutarco como respaldo de la obra, asi como se hacía en la época con textos humanistas o crónicas de indias. En Felixmarte de Hircania el escritor utiliza ambas técnicas debido a la crítica de las novelas de caballería sobre su contenido fantasioso y poco relacionado a la realidad.
La obra es muy típica del género caballeresco de mediados del siglo XVI y en muchos aspectos está inspirada en el Amadís de Gaula. Cervantes, que lo menciona en varios pasajes del Quijote con el nombre erróneo de Florismarte de Hircania posiblemente a manera de burla, criticó la dureza y sequedad de su estilo. Sin embargo, aunque en efecto Ortega no sea un autor de primera línea, la obra contiene episodios amenos y el aficionado a este género de libros aún puede encontrar en ella muchos pasajes de agradable lectura.
Felixmarte de Hircania se divide en tres partes: la primera de 49 capítulos, la segunda de 64 y la tercera de 41. Relata las hazañas del príncipe Flosarán de Misia y sus amores con la princesa Martedina, hija del Emperador de Alemania, con la que contrae matrimonio secreto. De esta unión nace Felixmarte de Hircania, que es criado por Leandís del Fosado y su esposa Lerina, con el nombre de Doncel de la Aventura. Enamorado de la princesa Claribea, hija del emperador de Constantinopla, es armado caballero por Flosarán, sin saber que es su padre, y da cima a numerosas aventuras. El libro concluye con el anuncio de una cuarta parte, que no llegó a publicarse.

### Elementos mágicos y fantásticos
En la obra hay diversidad de componentes fantásticos, como suele suceder en el género de caballerías en mayor o menor medida. En este caso la trama está estrechamente relacionada con la magia y seres fantásticos, desde barcas e islas encantadas a gigantes y centauros. El protagonista Felixmarte y su padre Florasán se ven rodeados de dos fuerzas mágicas que intervienen en sus destinos, el sabio invisible y la hechicera Astrofonia, uno a favor y otro en contra respectivamente.
Por un lado Astrofonia interviene a través de sueños, hechizos, criaturas y se transforma ella misma en doncellas problemáticas para obstaculizar el avance de los héroes en sus aventuras, debido a que hay una profecía en la cual un valeroso caballero del linaje de Florasán la destruira a ella y los de su pueblo.El sabio invisible, si bien como su nombre lo indica no puede verse, ayuda con su magia a los protagonistas contrarrestando la magia de Astrofonia y guiándolos con sueños premonitorios, objetos encantados y hechizos. Ambos personajes mágicos tienen poderes similares y funcionan como la contraparte del otro, una división maniquea del bien y el mal.

### Caballeros andantes
En Felixmarte de Hircania al final de la primera parte el príncipe Florasán arma caballeros no solo a Felixmarte sino a varios jóvenes que lo siguieron en la aventura de la caja y que en la segunda parte van a compartir protagonismo con Felixmarte y serán caballeros andantes.Entre ellos están:
- Príncipe Brasindos
- Príncipe Leoneriso
- Tebaldo de Lacedemonia
- Fulminán de Suecia
- Fineor de Polonia
- Oriambel de Escocia
- Diudón de Magesia

### Amor cortesano y caballeresco
El amor es un tópico muy importante dentro la literatura caballeresca donde las aventuras superadas les hacen mas dignos de las doncellas a las que cortejan. Felixmarte de Hircania no es la excepción, todos los caballeros van en busca de aventuras para elevar su prestigio y en cosencuencia el de su dama, además de elevar su amor. Felixmarte, fiel al modelo amatorio de Amadís de Gaula, busca la virtud y la fama para ser digno de Claribea, sin embargo, el caballero siempre busca la aprobación de la dama en sus salidas y aventuras, pues es ella y el amor que el caballero siente los que impulsan en gran medida las hazañas. 

## Edición moderna
- Ortega, Melchor (1998). «Felixmarte de Hircania». Los libros de Rocinante 4. edición de María del Rosario Aguilar Perdomo (Alcalá de Henares: Centro de Estudios Cervantinos). ISBN 8488333307.